# Pattarapol Lapmaak
Pattarapol Lapmaak (thailändisch ภัทรพล ลาภมาก, * 5. Dezember 1988) ist ein thailändischer Fußballspieler.

## Karriere
Pattarapol Lapmaak Ende 2016 beim Navy FC in Sattahip in der Provinz Chonburi. Wo er vorher gespielt hat, ist unbekannt. Für die Navy, die in der ersten Liga, der Thai Premier League, spielte, absolvierte er 15 Erstligaspiele. Die Saison 2017 war er vertrags- und vereinslos. 2018 wurde er von seinem ehemaligen Verein Navy FC wieder für ein Jahr unter Vertrag genommen. 2018 stand er fünfmal für die Navy auf dem Spielfeld. Seit Anfang 2019 ist er vertrags- und vereinslos.